# Sainte-Suzanne (Doubs)
Sainte-Suzanne és un municipi francès situat al departament del Doubs i a la regió de Borgonya - Franc Comtat. L'any 2007 tenia 1.434 habitants.

## Demografia

### Població
El 2007 la població de fet de Sainte-Suzanne era de 1.434 persones. Hi havia 621 famílies de les quals 214 eren unipersonals (79 homes vivint sols i 135 dones vivint soles), 186 parelles sense fills, 174 parelles amb fills i 47 famílies monoparentals amb fills.
La població ha evolucionat segons el següent gràfic:
Habitants censats

### Habitatges
El 2007 hi havia 674 habitatges, 634 eren l'habitatge principal de la família, 2 eren segones residències i 38 estaven desocupats. 369 eren cases i 304 eren apartaments. Dels 634 habitatges principals, 366 estaven ocupats pels seus propietaris, 257 estaven llogats i ocupats pels llogaters i 11 estaven cedits a títol gratuït; 18 tenien una cambra, 65 en tenien dues, 123 en tenien tres, 156 en tenien quatre i 272 en tenien cinc o més. 421 habitatges disposaven pel capbaix d'una plaça de pàrquing. A 325 habitatges hi havia un automòbil i a 221 n'hi havia dos o més.

### Piràmide de població
La piràmide de població per edats i sexe el 2009 era:
| Homes | Edats   | Dones |
| ----- | ------- | ----- |
| 0     | 95 o +  | 0     |
| 4     | 90 a 94 | 4     |
| 0     | 85 a 89 | 20    |
| 4     | 80 a 84 | 8     |
| 28    | 75 a 79 | 20    |
| 12    | 70 a 74 | 20    |
| 36    | 65 a 69 | 20    |
| 40    | 60 a 64 | 32    |
| 52    | 55 a 59 | 44    |
| 52    | 50 a 54 | 56    |
| 52    | 45 a 49 | 44    |
| 40    | 40 a 44 | 56    |
| 60    | 35 a 39 | 60    |
| 48    | 30 a 34 | 40    |
| 56    | 25 a 29 | 36    |
| 40    | 20 a 24 | 36    |
| 48    | 15 a 19 | 48    |
| 28    | 10 a 14 | 40    |
| 24    | 5 a 9   | 36    |
| 28    | 0 a 4   | 40    |

## Economia
El 2007 la població en edat de treballar era de 945 persones, 689 eren actives i 256 eren inactives. De les 689 persones actives 620 estaven ocupades (339 homes i 281 dones) i 70 estaven aturades (26 homes i 44 dones). De les 256 persones inactives 82 estaven jubilades, 79 estaven estudiant i 95 estaven classificades com a «altres inactius».

### Ingressos
El 2009 a Sainte-Suzanne hi havia 654 unitats fiscals que integraven 1.522 persones, la mediana anual d'ingressos fiscals per persona era de 17.020 €.

### Activitats econòmiques
Dels 53 establiments que hi havia el 2007, 1 era d'una empresa extractiva, 1 d'una empresa alimentària, 1 d'una empresa de fabricació de material elèctric, 1 d'una empresa de fabricació d'elements pel transport, 2 d'empreses de fabricació d'altres productes industrials, 5 d'empreses de construcció, 13 d'empreses de comerç i reparació d'automòbils, 1 d'una empresa de transport, 6 d'empreses d'hostatgeria i restauració, 2 d'empreses financeres, 4 d'empreses immobiliàries, 1 d'una empresa de serveis, 9 d'entitats de l'administració pública i 6 d'empreses classificades com a «altres activitats de serveis».
Dels 18 establiments de servei als particulars que hi havia el 2009, 1 era una oficina d'administració d'Hisenda pública, 1 oficina de correu, 1 taller de reparació d'automòbils i de material agrícola, 1 paleta, 3 lampisteries, 4 perruqueries, 5 restaurants i 2 salons de bellesa.
Dels 5 establiments comercials que hi havia el 2009, 1 era una botiga de més de 120 m², 1 una botiga de menys de 120 m², 1 una peixateria, 1 una sabateria i 1 una botiga d'electrodomèstics.

## Equipaments sanitaris i escolars
L'únic equipament sanitari que hi havia el 2009 era una farmàcia.
El 2009 hi havia 1 escola maternal i 1 escola elemental.

## Poblacions més properes
El següent diagrama mostra les poblacions més properes.